# Matxin Labaien
Matxin Labaien Sansinenea (Tolosa, Guipúzcoa,  el 7 de noviembre de 1931 - 29 de julio de 2021) fue un pintor especializado en paisajes y también escritor. Su padre era el escritor, violinista y político Antonio María Labaien (alcalde de Tolosa en 1936) y su madre, la pianista Carmen Sansinenea; y su hermano, el político Ramón Labaien.

## Vida
Debido a la guerra civil española, él y su familia vivieron exiliados en Sare (Francia). Tanto su educación francesa como la pintura impresionista han tenido gran influencia tanto en su vida como en su obra.
Su tema principal ha sido el mar y las zonas rurales y caseríos de Tolosa y Berastegi. Utiliza gouache, ceras y óleo. 
Ha realizado exposiciones en Donostia, Tolosa, en la asociación cultural Oargi y en Éibar. Colaborador de la revista Pyrenaica desde 1962 y autor del libro Txiki dibujante y humorístico (Auñamendi, San Sebastián, 1973).
Durante varios años, en su casa de Tolosa, dio clases de pintura a jóvenes estudiantes   y eran habituales los paseos al caserío Txorre para dibujar y pintar desde el natural.

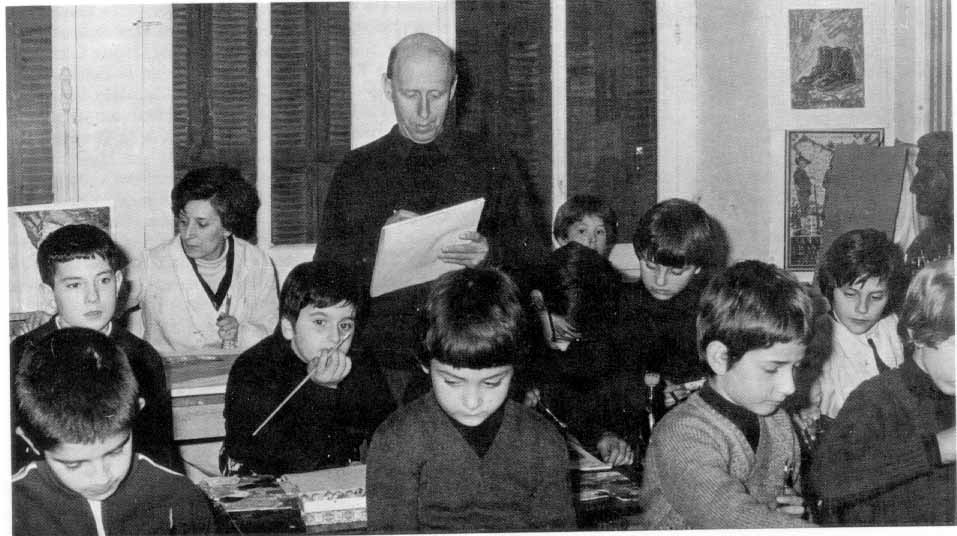
Matxin, con un grupo de alumnos.

En 2018 el cineasta tolosarra Aurelio Vicente estrenó un corto sobre él.